# Skobøl Kirke
Skobøl Kirke er en kirke beliggende i landsbyen Skobøl nord for Husum by i Gøs Herreder i Sydslesvig i den nordtyske delstat Slesvig-Holsten. Kirken er sognekirke i Skobøl Sogn.
Skobøl Kirke er opført i midten af 1200-tallet dels af kvadersten, dels af mursten uden hvælvinger i unggotisk stil. Den enskibede kirke er første gang omtalt i 1240. Den var i begyndelsen anner til Hatsted Kirke. Ifølge legenden blev kirken bygget af tre jomfruer. Kirken kaldes også for den lille kirke ved havet (på tysk Kirchlein am Meer eller på latinsk ecclesila sub mare). Den på det 31 meter høje Skobøl Bjerg beliggende kirke fungerede før som sømærke for sejlere på Husum Bugt. Kirkens tårn styrtede ned i 1780 og blev 1785 genobbygget i fortkortet form. Ved sydvæggen er der bevaret to rundbuevinduer, ved nordsyden spidsbuevinduer. Sydportalen er tilmuret. I 1645 blev kirken plyndret af svenske soldater.
Kirkeskibet har bjælkeloft og en spidsbuet adgang til koret. Af kirkens interiør kan nævnes den sengotiske fløjaltertavle fra omkring 1470 med billeder af Jesus liv og opstandelsen. Sengotisk er også marmor-døbefonten fra 1400-tallet. Døbefonten kom måske fra en af de 1634 oversvømmede kirker på øen Strand. Fontehimmel er fra 1703. Den historiske tørklædeholder ved siden af døbefonten er fra 1600-tallet. Kirkens prædikestol af udskåret egetræ i régence-stil er fra 1735. Prædikestolens felter viser Kristus, evangelisterne med deres symboler, Adam, Mose, Johannes Døberen samt Martin Luther. Det udskårne korbuekrucifiks fra det sene 1200-tallet viser Johannes Døberen og Marie Magdalene. På nordvæggen er der en figurfrise med de tolv apostle, Johannes Døberen og Marie Magdalene. Pulpituret er opsat i 1703 og forsynet med bibelske motiver. Orglet er fra 2002.
Menigheden hører under den lutherske nordtyske kirke.